# Chuỗi lặp đoạn cuối dài

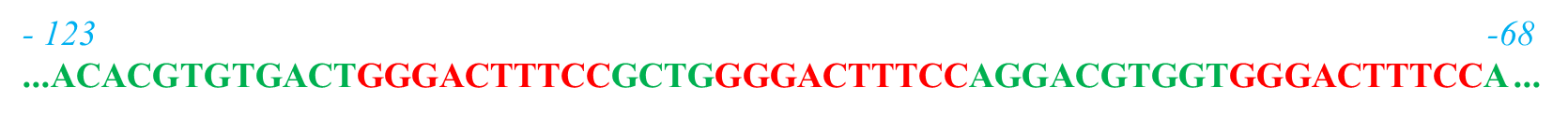
Hình 1: Ví dụ về đoạn lặp lại trong chuỗi LTR của một chủng virut HIV.

Chuỗi lặp đoạn cuối dài là đoạn DNA gồm các trình tự nuclêôtit giống hệt nhau được lặp lại nhiều lần, thường gặp ở nhân tố chuyển vị ngược, xảy ra trong quá trình chuyển vị bản sao ngược của gen ở tái tổ hợp không tương đồng., 
Khái niệm này được dịch từ thuật ngữ tiếng Anh: Long terminal repeats (phát âm Quốc tế: /lɔŋ ˈtɜrmənəl rɪˈpits/) - hay được viết tắt là LTR - dùng để chỉ những trình tự nuclêôtit như nhau được lặp đi lặp lại (repeats) nhiều lần ở một tận cùng (terminal) nghĩa là ở một đầu của chuỗi DNA, tạo thành chuỗi dài (long). Còn được dịch là "đầu cuối lặp lại dài" hoặc "trình tự lặp lại đầu cuối dài" hay " các phần tử lặp lại dài"... với nội hàm như vậy. Trong bài viết này, tác giả dùng từ viết tắt LTR để cho ngắn gọn.
Các LTR đầu tiên được phát hiện bắt nguồn từ những nghiên cứu của A.P. Czernilofsky và J. Shine vào năm 1977 và 1980.

## Khái niệm
- Trong lịch sử nghiên cứu về tái tổ hợp không tương đồng, các nhà khoa học đã phát hiện các virut có khả năng tổng hợp ra DNA từ RNA của chúng, ngược lại với nguyên lý trung tâm nổi tiếng của Francis Crick biểu diễn bằng sơ đồ: DNA → RNA.

Vì vậy, quá trình này gọi là sao mã ngược, còn virut có khả năng này gọi là virut sao mã ngược (xem thêm chi tiết ở mục "Lược sử" của trang Nhân tố chuyển vị ngược).
- Khi tìm hiểu thêm về virut sao mã ngược, người ta nhận thấy:
  - Bộ gen của nó là RNA.
  - Khi nó "chui" vào vật chủ, thì nó dùng RNA (của nó) làm bản gốc để tổng hợp ra DNA (của nó).
  - Sau đó, DNA này được chèn vào DNA của vật chủ, rồi từ đó nhân lên cùng vật chủ.
  - Quá trình chèn này được thực hiện bởi một phức hợp phân tử, nếu ở dạng tuyến tính thì sẽ có hai đầu (đầu 5' và đầu 3'), mà mỗi đầu đều có chuỗi các trình tự nuclêôtit lặp lại, rất dài, có thể gồm hàng trăm hay thậm chí hàng ngàn nuclêôtit. Đó chính là hai LTR ở hai đầu.

Hình 2: Sơ đồ cấu trúc HIV có 2 RNA (hình S) với enzym sao ngược (điểm đỏ).

- Chẳng hạn, nếu virut đó là HIV, thì bộ gen của nó gồm 2 phân tử RNA (hình 2). Sau khi nhiễm vào người, thì RNA này tạo ra DNA của virut, rồi chèn vào phân tử DNA của bạch cầu người, nhân lên nhanh chóng và gây hội chứng suy giảm miễn dịch (AIDS). Trong hoạt động của chúng có hiện tượng chuyển vị gây tái tổ hợp gen qua sao ngược, nên gọi là chuyển vị ngược. Ở chuyển vị ngược như thế, người ta lại phát hiện thêm rằng: để chuyển vị thì cần có tập hợp các phân tử đặc thù tạo thành nhân tố chuyển vị ngược, thường là phức hợp hình chuỗi dài mà hai tận cùng của chuỗi này (ta thường gọi là đầu và đuôi) đều có những đoạn gồm những nuclêôtit lặp lại, kích thước có khi đến vài trăm bp gọi là LTR như trên đã nêu.
- Hình 1 mô tả phần rất ngắn trong chuỗi LTR rất dài của chủng A nhóm M của HIV-1, tính từ nuclêôtit thứ -123 đến thứ -68 (theo chiều gọi là từ "thượng nguồn" xuống "hạ lưu"), trong đó đoạn các nuclêôtit màu đỏ (GGGACTTTCC) được lặp lại hàng trăm lần.[4]
- Chuỗi lặp lại này ban đầu được gọi là trình tự δ (delta),[5], [6] nhưng gần đây thường gọi tắt là LTR (hình 3). Xin đừng nhầm trình tự lặp lại này của LTR với trình tự lặp lại trong telomere của sinh vật (ít và ngắn).

Các LTR khác nhau, ở các loài khác nhau không có trình tự lặp lại giống nhau. Ngoài ra, còn có biến đổi ngay trong mỗi chủng. Chẳng hạn sự thay đổi trong cấu trúc LTR của các loại virut bạch cầu (HTLV) ở người đã được ghi nhận từ lâu (M. Seiki, S. Hattori, Y. Hirayama và M. Yoshida, 1983). Tuy nhiên, trong những nghiên cứu chuyên sâu về ung thư, các nhà khoa học đã phát hiện dù có thể biến đổi, nhưng có những phần nhất định vẫn không hoặc ít thay đổi đáng kể, gọi là sự bảo tồn trình tự nuclêôtit của LTR trong tiến hoá. Ví dụ như HTLV của Nhật Bản có một miền được bảo tồn cao ở các vùng U3, R và U5.

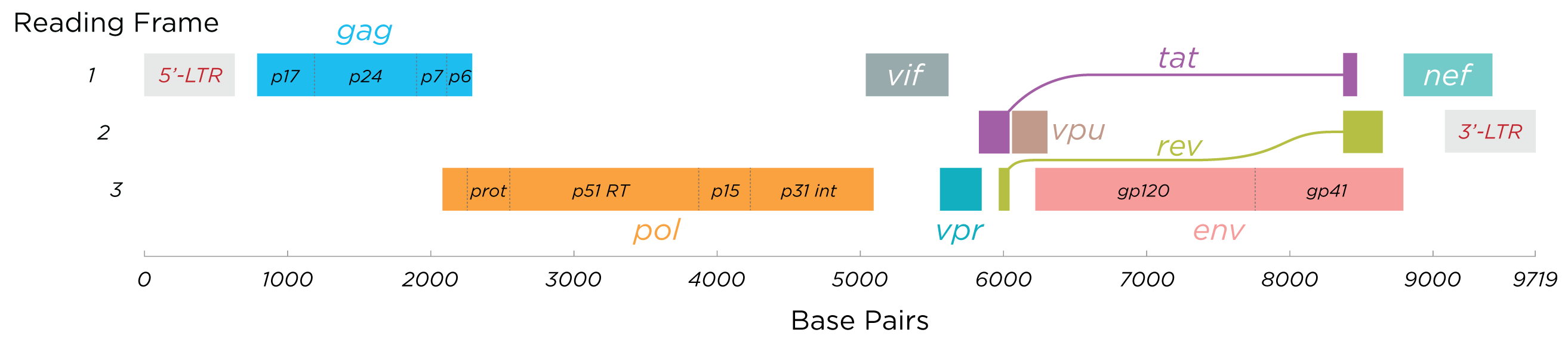
Hình 3: Sơ đồ một phức hợp chuyển vị ngược của HIV, có LTR ở đầu 5' và đầu 3' phức hợp. Phần giữa hai đầu này là các thành phần chính (xem chú thích ở hình 2 của Mariuswalter, trong mục "Cơ chế..." trong trang Nhân tố chuyển vị ngược LTR).

## Chức năng
- Giả thuyết về "nhân tố kiểm soát" mà các nhân tố chuyển vị (TE) có thể tham gia vào quy định gen đã được Barbara McClintock đưa ra từ 1948, rồi được mở rộng nhờ Britten and Davidson (năm 1969). Sau đó, các nghiên cứu trên toàn bộ bộ gen đã thực sự xác nhận rằng các LTR có chức năng tham gia trực tiếp vào chuyển vị ngược. Tuy nhiên, các cơ chế phân tử theo đó mà các LTR được chuyển đổi thành các nhân tố điều tiết của bộ gen chủ vẫn còn chưa rõ.
- Gần đây, ngoài vai trò về tham gia trực tiếp trong chuyển vị ngược, thì chức năng của LTR còn được phát hiện thêm ở hoạt động điều hoà gen của nhiều loại tế bào trong quá trình phát triển cá thể. Có thể tóm tắt như sau.[9]
  - LTR góp phần quy định cụ thể về cấu trúc di truyền của loài.
  - Một số lượng đáng kể các LTR đã được báo cáo có chức năng như một promoter (khởi động) của nhiều gen, đã được tìm thấy trong các loại tế bào động vật có vú, ở trứng, giai đoạn đầu phôi và cả nhau thai của chúng.
  - Trong các tế bào gốc phát triển từ tế bào mầm của người, đã phát hiện LTR7 (bắt nguồn từ HERV-H của linh trưởng) tham gia điều hoà phiên mã của nhiều loại lncRNA (RNA không mã dài). Xem thêm ở trang Danh sách RNA.
  - Ngoài ra, LTR còn tham gia vào biểu hiện gen (Kapusta và Feschotte, 2014).